# CAF Supercup 2019 (maart)
De CAF Super Cup 2019 was de 27ste editie van de CAF Super Cup. De wedstrijd werd gespeeld tussen Espérance Sportive de Tunis, winnaar van de CAF Champions League 2018 en Raja Casablanca, winnaar van de CAF Confederation Cup 2018. De wedstrijd werd gespeeld op 29 maart 2019 in Qatar en was hiermee de eerste editie die buiten Afrika werd gespeeld. Raja Casablanca wist de wedstrijd met 1-2 te winnen en won voor de tweede keer de CAF Super Cup.

## Wijziging in competitiestructuur
Op 27 juli 2017 besloot het uitvoerend comité van de CAF dat de clubcompetities niet meer van februari tot november wordt gespeeld maar volgens het Europese systeem (augustus tot mei).

## Teams
| Team                        | Kwalificatie                       | Datum kwalificatie | Vorige deelname  |
| --------------------------- | ---------------------------------- | ------------------ | ---------------- |
| Espérance Sportive de Tunis | Winnaar CAF Champions League 2018  | 9 november 2018    | 1995, 1999, 2012 |
| Raja Casablanca             | Winnaar CAF Confederation Cup 2018 | 2 december 2018    | 1998, 2000       |

## Wedstrijd

### Wedstrijddetails
|                           |                             |        |                       |                                                                                |
| 29 maart 2019 17:00 UTC+1 | Espérance Sportive de Tunis | 1 – 2  | Raja Casablanca       | Thani bin Jassimstadion, Doha Scheidsrechter: Bamlak Tessema Weyesa (Ethiopië) |
| 29 maart 2019 17:00 UTC+1 | Belaïli 57'                 | report | Hafidi 22' Benoun 64' | Thani bin Jassimstadion, Doha Scheidsrechter: Bamlak Tessema Weyesa (Ethiopië) |

| Espérance de Tunis | Raja Casablanca |

| Espérance Sportive de Tunis |    |                       |     |
|                             |    |                       |     |
| GK                          | 19 | Rami Jridi            |     |
| RB                          | 22 | Sameh Derbali         | 54' |
| CB                          | 5  | Chamseddine Dhaouadi  | 76' |
| CB                          | 6  | Mohamed Ali Yaakoubi  | 73' |
| LB                          | 20 | Ayman Ben Mohamed     |     |
| CM                          | 15 | Fousseny Coulibaly    |     |
| CM                          | 30 | Franck Kom            | 81' |
| RW                          | 8  | Anice Badri           |     |
| AM                          | 18 | Saad Bguir            | 46' |
| LW                          | 17 | Hamdou Elhouni        |     |
| CF                          | 11 | Taha Yassine Khenissi |     |
| Wisselspelers:              |    |                       |     |
| GK                          | 1  | Moez Ben Cherifia     |     |
| DF                          | 24 | Iheb Mbarki           | 54' |
| DF                          | 26 | Houcine Rabii         |     |
| MF                          | 25 | Ghailene Chaalali     |     |
| MF                          | 28 | Mohamed Amine Meskini |     |
| FW                          | 10 | Youcef Belaïli        | 46' |
| FW                          | 14 | Haythem Jouini        | 73' |
| Coach:                      |    |                       |     |
| Moïne Chaâbani              |    |                       |     |

| Raja Casablanca: |    |                      |       |
|                  |    |                      |       |
| GK               | 1  | Anas Zniti           | 90+2' |
| RB               | 25 | Omar Boutayeb        |       |
| CB               | 13 | Badr Benoun          | 86'   |
| CB               | 8  | Sanad Al Warfali     |       |
| LB               | 5  | Fabrice Gael Ngah    |       |
| CM               | 2  | Abderrahim Achchakir | 89'   |
| CM               | 29 | Zakaria El Wardi     |       |
| RW               | 24 | Mahmoud Benhalib     |       |
| AM               | 18 | Abdelilah Hafidi     | 80'   |
| LW               | 7  | Zakaria Hadraf       | 76'   |
| CF               | 21 | Soufiane Rahimi      | 90+4' |
| Wisselspelers:   |    |                      |       |
| GK               | 22 | Mohamed Bouamira     |       |
| DF               | 26 | Ilias Haddad         |       |
| MF               | 4  | Mohamed Douik        |       |
| MF               | 19 | Ibrahima Niasse      |       |
| CF               | 9  | Mouhcine Iajour      | 90+4' |
| CF               | 11 | Anas Jabroun         |       |
| CF               | 30 | Ayoub Nanah          | 80'   |
| Coach:           |    |                      |       |
| Patrice Carteron |    |                      |       |